# Soundtrack Albums
Soundtracks, Soundtrack Albums або Top Soundtrack Albums — тижневий американський хіт-парад саундтреків, що публікується в часописі «Білборд» починаючи з 2001 року.

## Історія створення
Про створення окремого хіт-параду саундтреків було повідомлено 28 липня 2001 року. Це відбулось одночасно із масштабним редизайном 48 чартів, які публікувались в часописі на той момент. Окрім зміни кольору та місцезнаходження чартів в журналі, вони були перегруповані; було змінено кількість позицій в деяких хіт-парадів. Новий чарт Top Soundtrack Albums містив 25 позицій. Він складався як з сучасних альбомів, так і більш ранніх «каталожних» записів, що виходили за два роки до цього або ще раніше.
Перша онлайн-версія чарту Soundtracks датована 30 липня 2001 року. На верхівці хіт-параду знаходився саундтрек до фільму «Мулен Руж!». 4 серпня — через 6 тижнів — чарт з'явився в друкованій версії журналу. На той час його очолив саундтрек до фільму «Форсаж».

## Найбільш продавані саундтреки
Окрім тижневих рейтингів, починаючи з 2006 року Billboard видавав списки найбільш продаваних саундтреків за рік:
- 2006 — «Шкільний мюзикл»
- 2007 — «Ханна Монтана»
- 2008 — «Ханна Монтана II»
- 2009 — «Сутінки»
- 2010 — «Майкл Джексон: ось і все»
- 2011 — «Хор»
- 2012 — «Голодні ігри»
- 2013 — «Ідеальний голос»
- 2014 — «Крижане серце»
- 2015 — «П'ятдесят відтінків сірого»
- 2016 — «Загін самогубців»
- 2017 — «Ваяна»
- 2018 — «Найвеличніший шоумен»
- 2019 — «Народження зірки»
- 2020 — «Крижане серце 2»